# ジョゼフ・シルヴァースタイン
ジョゼフ・シルヴァースタイン（Joseph Silverstein、1932年3月21日 - 2015年11月21日）は、アメリカ合衆国のヴァイオリン奏者、指揮者。

## 経歴
デトロイトの生まれ。音楽教師だった父親から音楽の手ほどきを受け、カーティス音楽院でエフレム・ジンバリストとヴェーダ・レイノルズの下でヴァイオリンを学んだ。またジョゼフ・ギンゴールドやミッシャ・ミシャコフらの薫陶も受けている。1950年に卒業後はヒューストン交響楽団、フィラデルフィア管弦楽団、デンバー交響楽団のヴァイオリン奏者として渡り歩き、デンヴァーでは補助指揮者とコンサートマスターを兼任した。1955年にはボストン交響楽団に入団。1959年にはエリザベート王妃国際音楽コンクールに3位入賞を果たし、1960年にはナウムバーグ賞を受賞した。
1962年にはボストン交響楽団のコンサートマスターに昇格し、1971年からは補助指揮者となった。1983年にユタ交響楽団の音楽監督に転出し、1998年に同楽団のポストを勇退した際には名誉指揮者の称号を贈られている。1986年から1988年まではチャタクア交響楽団の音楽監督も兼任した。2002年から翌年までフロリダ・フィルハーモニー管弦楽団の首席指揮者を務めた。
2000年から母校のカーティス音楽院、2012年からボストン音楽院で教鞭をとる。
2015年、ボストンにて没。